# メランコリア (映画)
『メランコリア』（Melancholia）は、ラース・フォン・トリアー監督・脚本、キルスティン・ダンスト、シャルロット・ゲンズブール、キーファー・サザーランド出演のデンマーク映画である。

## あらすじ
大手広告代理店のコピーライターであるジャスティンは優れた才能の持ち主だが、病的にエキセントリックで周囲と馴染めない女性だった。それでも、同僚のマイケルとの結婚を承諾するジャスティン。
ジャスティンの姉クレアは大富豪のジョンと結婚し、海辺の豪邸で幼い息子を育てながら暮らしていた。義妹ジャスティンのために大金を投じて、屋敷で豪華な披露宴を開くジョン。だが花嫁のジャスティンは客を待たせて2時間も遅刻したり、ケーキカットの時間に勝手に入浴したりと奇行を繰り返した。
ようやく新郎と寝室へ引き上げたものの、ドレス姿のまま飛び出して他の男と屋外でセックスし、自分の会社の社長を罵倒してクビになるジャスティン。新郎マイケルとその両親は結婚を取り止め屋敷から去って行ったが、そのまま屋敷に居座るジャスティン。
その頃、地球にはメランコリアと呼ばれる惑星が接近していた。絶対に衝突しないと言いつつ、こっそり食料を備蓄するジョン。メランコリアが接近するにつれ落ち着いたジャスティンは、地球の生命は邪悪だから消滅しても良いと言い出した。感性の鋭いジャスティンは、地球の終末も、他に生命の存在する惑星が無いことも見通す能力があったのだ。 
最接近の夜、巨大な姿で空に浮かぶメランコリア。ジョンは望遠鏡で観測し、惑星が遠ざかって行く様子を確認した。危機が去り、幸せを噛みしめるクレア。だが翌朝、クレアが居眠りから目覚めると、ジョンは薬を飲んで自殺していた。メランコリアが地球めがけて再接近して来たのだ。
ジョンの遺体を隠して、幼い息子と避難しようと逃げ惑うクレア。だが、どこにも行けずに母子は屋敷に戻った。ジャスティンは怯える甥っ子のために木の枝で“魔法のシェルター”を作り、クレアと3人、手を取り合って最後の時を迎えた。

## キャスト
※括弧内は日本語吹替
- ジャスティン - キルスティン・ダンスト（たなか久美）

鬱病のコピーライター。
- クレア - シャルロット・ゲンズブール（田中敦子）

ジャスティンの姉。
- マイケル - アレクサンダー・スカルスガルド（高橋英則）

ジャスティンの夫。
- ティム - ブラディ・コーベット

ジャスティンの会社の若手新入社員。
- レオ - キャメロン・スパー

クレアの息子。
- ギャビー - シャーロット・ランプリング（幸田直子）

ジャスティンの母親。
- リトル・ファーザー - イェスパー・クリステンセン

クレアの住む屋敷の執事。
- デクスター - ジョン・ハート（大木民夫）

ジャスティンの父親。
- ジャック - ステラン・スカルスガルド（楠見尚己）

ジャスティンの上司。
- ウェディング・プランナー - ウド・キア

ジャスティンの結婚披露宴を仕切る。
- ジョン - キーファー・サザーランド（てらそままさき）

クレアの夫。富豪。

## 製作

### 企画
映画のアイディアは、鬱病に苦しんでいた頃のラース・フォン・トリアーが出席したセラピー・セッションから来ている。セラピストは、鬱病の人々は先に悪いことが起こると予想し、強いプレッシャーの下では他の者よりも冷静に行動する傾向があることをトリアーに伝えていた。
2009年10月、トリアーが映画の脚本・監督をすることの早期発表をした。トリアーは、詳細を機密としたが、「もうハッピーエンディングは無しだ！」と述べた。そのすぐ後、ペネロペ・クルス、 シャルロット・ゲンズブール、 キーファー・サザーランド、 シャーロット・ランプリング、 アレクサンダー・スカルスガルド、 ステラン・スカルスガルド、 ウド・キアとの交渉に入った。結局クルスは出演せず、キルスティン・ダンストが彼女の後任となった。さらに2010年5月、ジョン・ハートがキャストに追加された。
デンマークのZentropaが製作し、ドイツの子会社とスウェーデン、フランス、イタリアの映画会社が協力した。製作のためにDanish Film Instituteが790万デンマーク・クローネ、Eurimagesが60万ユーロ、Swedish Film Instituteが300万スウェーデン・クローナを出資した。追加融資は、Film i Väst、デンマーク放送協会、アルテ・フランス、CNC、Canal+、BIM Italy、Filmstiftung Nordrhein-Westfalen、スウェーデン・テレビ、Nordisk Film- & TV-Fondが提供した。総製作費は5250万デンマーク・クローネとなった。

### 撮影
撮影は2010年7月22日に開始し、9月8日に完了した。内面的なシーンはスウェーデンのトロルヘッタンのスタジオで撮られた。トリアーがトロルヘッタンのスタジオで撮るのは4度目である。外部はTjoloholm城周囲の地域を含まれていた。映画はArri Alexaとファントムのカメラでデジタル撮影された。トリアーは、これまで彼がやってきたように、リハーサルなしというスタイルで監督し、代わりに俳優たちは即興で演技した。カメラはまずトリアーが操作し、次に撮影技師のマヌエル・アルベルト・クラロがトリアーの動きを繰り返した。クラロは、「（トリアーは）、1度にシチュエーションを経験したがっています。彼は場面のエネルギー、存在を見つけ、写真的な美意識を作り上げます」と語った。

### ポストプロダクション
リヒャルト・ワーグナーの『トリスタンとイゾルデ』の音楽が映画の主なテーマ曲として使われる。この選択は、マルセル・プルーストの『失われた時を求めて』内で、プルーストがワーグナーのそれこそが史上最も偉大な芸術であると結論付けていることからインスパイアされている。『メランコリア』では、トリアーの『エレメント・オブ・クライム』（1984年）以来のどの作品よりも音楽が使われている。数場面では、映画は音楽と同じペースで編集された。トリアーは「それは少しミュージックビデオに似ている。」と述べた。またトリアーは、ワグナーと音楽の編集とナチス・ドイツの美意識が並行していると指摘した。

## 公開
2011年5月18日にカンヌ国際映画祭のコンペティション部門で公開された。デンマークでは5月26日にノルディスク・フィルムの配給で公開される。イギリスでは9月30日にアーティフィシャル・アイ、北アメリカでは11月4日にマグノリア・ピクチャーズ配給で公開された。日本ではブロードメディア・スタジオ配給で2012年2月17日に公開された。

### 評価
カンヌ国際映画祭における記者会見でラース・フォン・トリアーは本作におけるドイツのロマン主義芸術からの影響を話した後、「ヒトラーに共鳴する」などと発言したために反ユダヤとされた。カンヌ映画祭事務局側は事態を重く受け止め、「好ましからぬ人物」としてトリアーを追放した。出品された「メランコリア」は審査の対象から外されなかったものの、仮に授賞してもトリアー監督は出席できなくなった。同映画祭では本作の主演でヘアヌードも披露したキルスティン・ダンストが女優賞を受賞した。